# Czech Cycling Tour 2015
El Czech Cycling Tour 2015, 6a edició del Czech Cycling Tour, es disputà entre el 13 i el 16 d'agost de 2015 sobre un recorregut de 542,3 km repartits quatre etapes, la primera d'elles una contrarellotge per equips. L'inici de la cursa va tenir lloc a Unicov, mentre el final fou a Dolany. La cursa formava part del calendari de l'UCI Europa Tour 2015, amb una categoria 2.1.
La cursa va estar dominada pels ciclistes txecs que coparen el podi i bona part de les classificacions secundàries. El vencedor final fou Petr Vakoč (Etixx-Quick Step), que s'imposà per 5" a Jan Bárta (Bora-Argon 18) i per 30" al seu company d'equip Zdeněk Štybar, el qual guanyà la classificació per punts. En les altres classificacions secundàries Oscar Riesebeek (Metec-TKH) guanyà els punts i l'Etixx-Quick Step la classificació per equips.

## Equips
L'organització convidà a prendre part en la cursa a un equip World Tour, tres equips continentals professionals, divuit equips continentals i un equip nacional:
- equips World Tour: Etixx-Quick Step
- equips continentals professionals: Bora-Argon 18, CCC Sprandi Polkowice, RusVelo
- equips continentals: Adria Mobil, ActiveJet Team, Amore & Vita-Selle SMP, Amplatz-BMC, AWT-GreenWay, Synergy Baku Cycling Project, Cyclingteam Jo Piels, Kemo Dukla Trencin, GM Cycling Team, Leopard Development Team, Metec-TKH Continental, Team Felbermayr-Simplon Wels, Team Stölting, ColoQuick, Itera-Katusha, Unieuro Wilier Trevigiani, Team Vorarlberg, Whirlpool Author
- equips nacionals: Txèquia

## Etapes
| Etapa | Data       | Recorregut            |                           | Km    | Vencedor d'etapa       | Líder de la general    | Ref.  |
| ----- | ---------- | --------------------- | ------------------------- | ----- | ---------------------- | ---------------------- | ----- |
| 1a    | 13 d'agost | Unicov - Unicov       | contrarellotge per equips | 20,4  | Etixx-Quick Step (FRA) | Zdeněk Štybar (CZE)    | [ 1 ] |
| 2a    | 14 d'agost | Olomouc - Unicov      | Etapa plana               | 178,0 | Fernando Gaviria (COL) | Fernando Gaviria (COL) | [ 2 ] |
| 3a    | 15 d'agost | Mohelnice - Šternberk | Etapa accidentada         | 199,0 | Leopold König (CZE)    | Petr Vakoč (CZE)       | [ 3 ] |
| 4a    | 16 d'agost | Olomouc - Dolany      | Etapa accidentada         | 144,9 | Zdeněk Štybar (CZE)    | Petr Vakoč (CZE)       | [ 4 ] |

## Classificació final
|    | Ciclista                | Equip                        | Temps       |
| -- | ----------------------- | ---------------------------- | ----------- |
| 1  | Petr Vakoč (CZE)        | Etixx-Quick Step             | 13h 22' 00" |
| 2  | Jan Bárta (CZE)         | Bora-Argon 18                | + 5"        |
| 3  | Zdeněk Štybar (CZE)     | Etixx-Quick Step             | + 30"       |
| 4  | Pieter Serry (BEL)      | Etixx-Quick Step             | + 31"       |
| 5  | Paweł Cieślik (POL)     | Bauknecht-Author             | + 1' 21"    |
| 6  | Michal Schlegel (CZE)   | AWT-GreenWay                 | + 1' 49"    |
| 7  | Jochem Hoekstra (NED)   | Cyclingteam Jo Piels         | + 2' 35"    |
| 8  | Stefan Schumacher (GER) | CCC Sprandi Polkowice        | + 4' 27"    |
| 9  | Matija Kvasina (CRO)    | Team Felbermayr-Simplon Wels | + 4' 35"    |
| 10 | Leopold König (CZE)     | Txèquia                      | + 4' 35"    |